# Paul Eggers

Paul Eggers

Paul Eggers (* 20. Juni 1888 in Rendsburg; † 19. September 1939 ebenda) war ein deutscher Kaufmann und Politiker (DNVP).

## Leben und Wirken
Eggers besuchte das Realgymnasium in Rendsburg. Nach dem Abitur absolvierte er von 1907 bis 1909 eine kaufmännische Lehre in Hamburg, Frankreich und Großbritannien. Von 1909 bis 1912 studierte er an der Handelshochschule in Köln. Nach der Prüfung zum Diplomkaufmann 1912 eröffnete Eggers, der seit 1919 verheiratet war, eine Fabrik in seiner Heimatstadt.
Von 1924 bis 1928 gehörte Eggers als Abgeordneter der Deutschnationalen Volkspartei (DNVP) für den Wahlkreis 13 (Schleswig-Holstein) dem Reichstag an. Daneben war er Vorsitzender des Vereins für Handel, Handwerk und Industrie in Rendsburg.
In der Zeit des Nationalsozialismus befand sich Eggers wegen eines angeblichen Devisenvergehens 1936 vorübergehend in Untersuchungshaft, wurde jedoch freigesprochen. Am 21. Juli 1937 beantragte er die Aufnahme in die NSDAP und wurde rückwirkend zum 1. Mai desselben Jahres aufgenommen (Mitgliedsnummer 5.289.522).